# حرف لازم
الحرف اللازم فن بديعي عبارة عن التزام الكاتب بإيراد حرف معين في جميع كلمات نصه. وهو خلاف لما يعبر عنه بالليبغرام.